# Italienische Motorrad-Straßenmeisterschaft

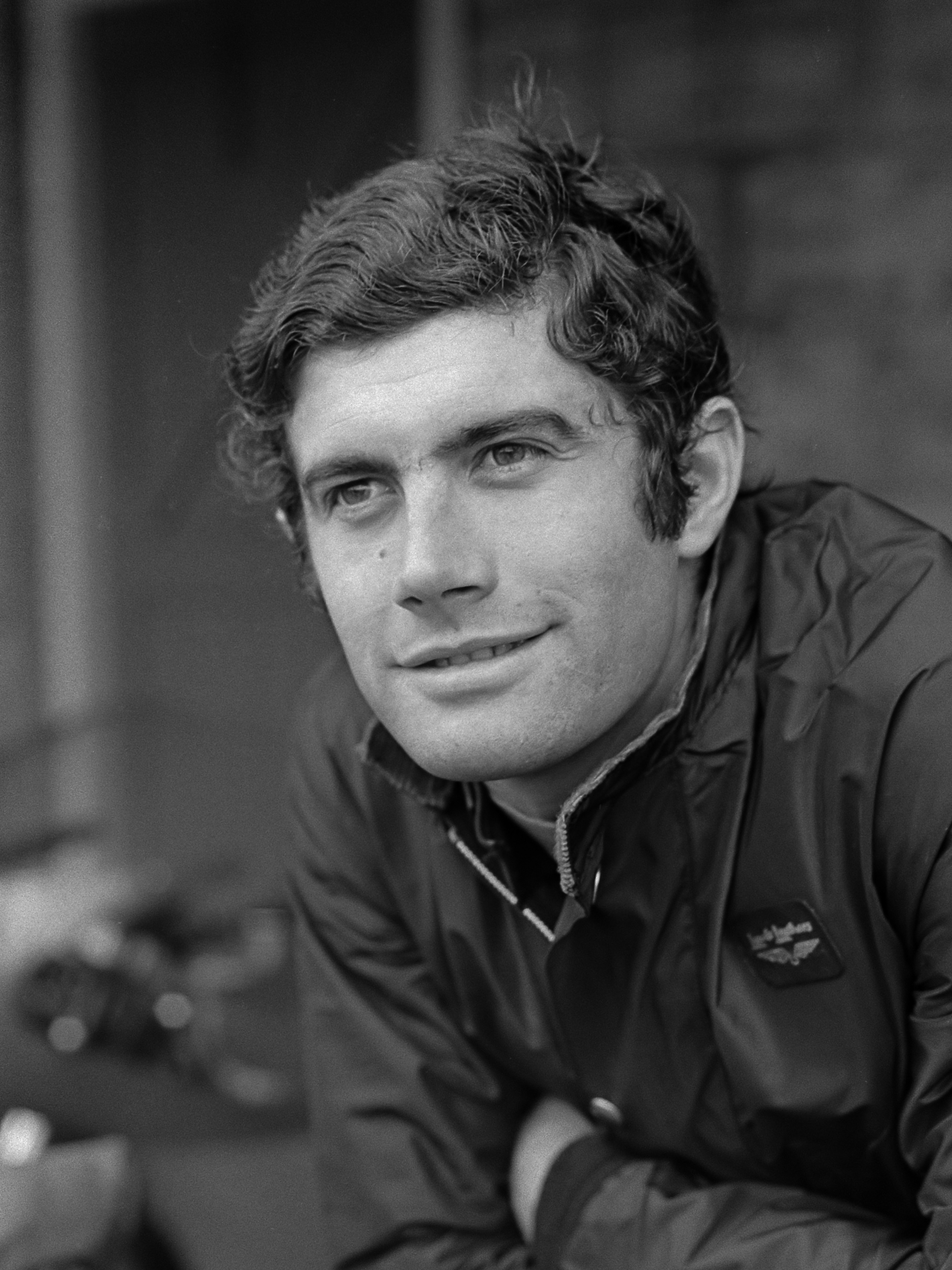
Rekordsieger Giacomo Agostini (1966)

Die Italienische Motorrad-Straßenmeisterschaft (ital.: Campionato Italiano Velocità) ist die nationale italienische Meisterschaft für Motorräder.
Sie wurde 1911 erstmals ausgetragen und findet seit 1946 ununterbrochen statt. Rekordtitelträger ist Giacomo Agostini mit 16 gewonnenen Meistertiteln.
Heute wird die Meisterschaft in den Klassen bis 125 cm³, Moto3, zeitweise Moto2, Stock 600, Superstock 1000, Supersport und Superbike ausgetragen.

## Solo-Motorräder 1911 bis 1939
| Jahr |                                  | ¼ l (250 cm³)                    | ⅓ l (334 cm³)                   | ½ l (500 cm³)                          | über ½ l (500 cm³)              |
| ---- | -------------------------------- | -------------------------------- | ------------------------------- | -------------------------------------- | ------------------------------- |
| 1911 |                                  |                                  | Mario Acerboni (Frera)          | Carlo Pusterla (Triumph)               |                                 |
| 1912 |                                  | Melchiorre Cremaschi (Moto Rêve) | Ernesto Gnesa (Bucher & Zeda)   | Ernesto Vailati (Rudge)                | Pietro Ghirlandina (NSU)        |
| 1913 |                                  | Mario Pesce (Terrot)             | Miro Maffeis (Douglas)          | Carlo Maffeis (Moto Rêve)              |                                 |
| 1914 |                                  |                                  | Carlo Borgo (Borgo)             | Federico Della Ferrera (Della Ferrera) |                                 |
| Jahr | 175 cm³                          | 250 cm³                          | 350 cm³                         | 500 cm³                                | 750 cm³                         |
| 1919 |                                  |                                  | Enrico Pozzi (Motosacoche)      | Mario Dovo (Della Ferrera)             |                                 |
| 1920 |                                  |                                  | Pietro Calvi (Motosacoche)      | Biagio Nazzaro (Della Ferrera)         | Virginio Appiani (James)        |
| 1921 |                                  |                                  | Oreste Garanzini (Veros)        | Ernesto Vailati (Sunbeam)              | Augusto Rava (Indian)           |
| 1922 | keine Meisterschaft ausgetragen  | keine Meisterschaft ausgetragen  | keine Meisterschaft ausgetragen | keine Meisterschaft ausgetragen        | keine Meisterschaft ausgetragen |
| 1923 |                                  | Oreste Garanzini (JAP-Garanzini) | Achille Varzi (Garelli)         | Pierino Opessi (Triumph)               | Augusto Rava (Indian)           |
| 1924 |                                  | Giovanni Gianoglio (Maffeis)     | Olindo Raggi (A.J.S.)           | Tazio Nuvolari (Norton)                |                                 |
| 1925 |                                  | Miro Maffeis (Maffeis)           | Pietro Ghersi (A.J.S.)          | Mario Saetti (Norton)                  |                                 |
| 1926 | Umberto Faraglia (Harlette)      | Alfredo Panella (Galloni)        | Tazio Nuvolari (Bianchi)        | Achille Varzi (Sunbeam)                |                                 |
| 1927 | Tonino Benelli (Benelli)         | Arrigo Cimatti (Moto Guzzi)      | Luigi Macchi (Frera)            | Luigi Quattrocchi (Saroléa)            |                                 |
| 1928 | Tonino Benelli (Benelli)         | Ugo Raccagni (Moto Guzzi)        | Amilcare Moretti (Bianchi)      | Mario Colombo (Sunbeam)                |                                 |
| 1929 | Alfredo Panella (Ladetto-Blatto) | Ugo Prini (Moto Guzzi)           | Amilcare Moretti (Bianchi)      | Mario Colombo (Sunbeam)                |                                 |
| 1930 | Tonino Benelli (Benelli)         | Alfredo Panella (Moto Guzzi)     | Mario Ghersi (Velocette)        | Terzo Bandini (Rudge)                  |                                 |
| 1931 | Tonino Benelli (Benelli)         | Alfredo Panella (Moto Guzzi)     | Guido Cerato (Norton / Rudge)   | Terzo Bandini (Rudge)                  |                                 |
| 1932 | Carlo Baschieri (Benelli)        | Riccardo Brusi (Moto Guzzi)      | Guido Cerato (Rudge)            | Terzo Bandini (Miller Balsamo)         |                                 |
| 1933 | Dorino Serafini (MM)             | Alfredo Panella (Moto Guzzi)     | Federigo Susini (Norton)        | Giordano Aldrighetti (Rudge)           |                                 |
| 1934 | Amilcare Rossetti (Benelli)      | Nello Pagani (Miller Balsamo)    | Aldo Pigorini (Rudge)           | Omobono Tenni (Moto Guzzi)             |                                 |
| 1935 |                                  | Aldo Pigorini (Moto Guzzi)       | Biagio Nocchi (Rudge)           | Omobono Tenni (Moto Guzzi)             |                                 |
| 1936 |                                  | Celeste Cavaciuti (Benelli)      | Albino Milani (Norton)          | Dorino Serafini (Bianchi)              |                                 |
| 1937 |                                  | Nello Pagani (Moto Guzzi)        | Amilcare Rossetti (Norton)      | Guglielmo Sandri (Moto Guzzi)          |                                 |
| 1938 |                                  | Nello Pagani (Moto Guzzi)        | Michele Mangione (MM)           | Giordano Aldrighetti (Gilera)          |                                 |
| 1939 |                                  | Amilcare Rossetti (Benelli)      | Aldo Bernardoni (Norton)        | Francesco Lama (Gilera)                |                                 |

### Weitere
| Jahr | Mofas                            | 125 cm³                         | 1000 cm³                           | 1200 cm³                          |
| ---- | -------------------------------- | ------------------------------- | ---------------------------------- | --------------------------------- |
| 1920 |                                  |                                 |                                    | Edoardo Winkler (Harley-Davidson) |
| 1921 |                                  |                                 | Biagio Nazzaro (Harley-Davidson)   |                                   |
| 1922 | keine Meisterschaft ausgetragen  | keine Meisterschaft ausgetragen | keine Meisterschaft ausgetragen    | keine Meisterschaft ausgetragen   |
| 1923 | Luigi Parravicini (Garlaschelli) |                                 | Amedeo Ruggeri (Indian)            |                                   |
| 1924 | Mario Cavedagna (G.D.)           |                                 | Umberto Faraglia (Harley-Davidson) |                                   |
| 1925 | Carlo Baschieri (G.D.)           |                                 |                                    |                                   |
| 1926 | Amedeo Tigli (MM)                |                                 |                                    |                                   |
|      |                                  |                                 |                                    |                                   |
| 1928 |                                  | Enrico Mariani (MM)             |                                    |                                   |

## Solo-Motorräder seit 1946

### Hubraumklassen
| Jahr           | 50 cm³                           | 125 cm³                            | 175 cm³                         | 250 cm³                          | 350 cm³                                           | 500 cm³                               |
| -------------- | -------------------------------- | ---------------------------------- | ------------------------------- | -------------------------------- | ------------------------------------------------- | ------------------------------------- |
| 1946           |                                  |                                    |                                 | Nino Martelli (Moto Guzzi)       |                                                   | Nello Pagani (Gilera)                 |
| 1947           |                                  |                                    |                                 | Dario Ambrosini (Moto Guzzi)     |                                                   | Omobono Tenni (Moto Guzzi)            |
| 1948           |                                  | Raffaele Alberti (Morini)          |                                 | Enrico Lorenzetti (Moto Guzzi)   |                                                   | Bruno Bertacchini (Moto Guzzi)        |
| 1949           |                                  | Umberto Masetti (Morini)           |                                 | Bruno Ruffo (Moto Guzzi)         |                                                   | Enrico Lorenzetti (Moto Guzzi)        |
| 1950 („Sport“) |                                  | Franco Bertoni (MV Agusta)         |                                 | Guido Leoni (Moto Guzzi)         |                                                   | Umberto Masetti (Gilera)              |
| 1950 („Corsa“) |                                  | Carlo Ubbiali (F.B Mondial)        |                                 | Dario Ambrosini (Benelli)        |                                                   | Umberto Masetti (Gilera)              |
| 1951           |                                  | Carlo Ubbiali (F.B Mondial)        |                                 | Bruno Ruffo (Moto Guzzi)         |                                                   | Nello Pagani (Gilera)                 |
| 1952           |                                  | Carlo Ubbiali (F.B Mondial)        |                                 | Enrico Lorenzetti (Moto Guzzi)   |                                                   | Alfredo Milani (Gilera)               |
| 1953           |                                  | Emilio Mendogni (Morini)           |                                 | Enrico Lorenzetti (Moto Guzzi)   |                                                   | Umberto Masetti (Gilera)              |
| 1954           |                                  | Angelo Copeta (MV Agusta)          | Emilio Mendogni (Morini)        | Duilio Agostini (Moto Guzzi)     |                                                   | Umberto Masetti (Gilera)              |
| 1955           |                                  | Tarquinio Provini (F.B Mondial)    | Umberto Masetti (MV Agusta)     | Enrico Lorenzetti (Moto Guzzi)   |                                                   | Libero Liberati (Gilera)              |
| 1956           |                                  | Carlo Ubbiali (MV Agusta)          | Tarquinio Provini (F.B Mondial) | Carlo Ubbiali (MV Agusta)        |                                                   | Libero Liberati (Gilera)              |
| 1957           |                                  | Tarquinio Provini (F.B Mondial)    |                                 | Tarquinio Provini (F.B Mondial)  | Alano Montanari (Moto Guzzi)                      | Giuseppe Colnago (Moto Guzzi)         |
| 1958           |                                  | Bruno Spaggiari (MV Agusta)        |                                 | Tarquinio Provini (F.B Mondial)  |                                                   | Carlo Bandirola (MV Agusta)           |
| 1959           |                                  | Carlo Ubbiali (MV Agusta)          |                                 | Tarquinio Provini (MV Agusta)    |                                                   | Remo Venturi (MV Agusta)              |
| 1960           |                                  | Carlo Ubbiali (MV Agusta)          |                                 | Carlo Ubbiali (MV Agusta)        |                                                   | Remo Venturi (MV Agusta)              |
| 1961           |                                  | Francesco Villa (F.B Mondial)      |                                 | Tarquinio Provini (Morini)       |                                                   | Ernesto Brambilla (Bianchi)           |
| 1962           |                                  | Francesco Villa (F.B Mondial)      |                                 | Tarquinio Provini (Morini)       |                                                   | Remo Venturi (MV Agusta)              |
| 1963           |                                  | Francesco Villa (F.B Mondial)      |                                 | Tarquinio Provini (Morini)       |                                                   | Silvio Grassetti (MV Agusta)          |
| 1964           |                                  | Bruno Spaggiari (MV Agusta)        |                                 | Giacomo Agostini (Morini)        |                                                   | Remo Venturi (Bianchi)                |
| 1965           |                                  | Francesco Villa (F.B Mondial)      |                                 | Tarquinio Provini (Benelli)      |                                                   | Giacomo Agostini (MV Agusta)          |
| 1966           |                                  | Walter Villa (F.B Mondial)         |                                 | Tarquinio Provini (Benelli)      |                                                   | Giacomo Agostini (MV Agusta)          |
| 1967           |                                  | Walter Villa (F.B Mondial)         |                                 | Angelo Bergamonti (Morini)       | Silvio Grassetti (Benelli)                        | Angelo Bergamonti (Paton)             |
| 1968           |                                  | Walter Villa (F.B Mondial)         |                                 | Renzo Pasolini (Benelli)         | Renzo Pasolini (Benelli)                          | Giacomo Agostini (MV Agusta)          |
| 1969           | Gilberto Parlotti (Tomos)        | Silvano Bertarelli (Aermacchi)     |                                 | Renzo Pasolini (Benelli)         | Renzo Pasolini (Benelli)                          | Giacomo Agostini (MV Agusta)          |
| 1970           | Gilberto Parlotti (Tomos)        | Angelo Bergamonti (Aermacchi)      |                                 | Silvio Grassetti (Yamaha)        | Giacomo Agostini (MV Agusta)                      | Giacomo Agostini (MV Agusta)          |
| 1971           | Alberto Ieva (Morbidelli)        | Gilberto Parlotti (Morbidelli)     |                                 | Guido Mandracci (Yamaha)         | Giacomo Agostini (MV Agusta)                      | Giacomo Agostini (MV Agusta)          |
| 1972           | Alberto Ieva (Morbidelli)        | Adriano Cocchi (Yamaha)            |                                 | Renzo Pasolini (Aermacchi)       | Giacomo Agostini (MV Agusta)                      | Giacomo Agostini (MV Agusta)          |
| 1973           | Otello Buscherini (Malanca)      | Eugenio Lazzarini (Piovaticci)     |                                 | Walter Villa (Yamaha)            | Renzo Pasolini (Harley-Davidson)                  | Giacomo Agostini (MV Agusta)          |
| 1974           | Claudio Lusuardi (Villa)         | Otello Buscherini (Malanca)        |                                 | Armando Toracca (Yamaha)         | Mario Lega (Bimota-Yamaha)                        | Giacomo Agostini (MV Agusta)          |
| 1975           | Claudio Lusuardi (Derbi)         | Pier Paolo Bianchi (Morbidelli)    |                                 | Walter Villa (Harley-Davidson)   | Giovanni Proni (Yamaha)                           | Giacomo Agostini (Yamaha)             |
| 1976           | Eugenio Lazzarini (Kreidler)     | Pier Paolo Bianchi (Morbidelli)    |                                 | Walter Villa (Harley-Davidson)   | Walter Villa (Harley-Davidson)                    | Giacomo Agostini (Yamaha)             |
| 1977           | Guido Mancini (Kreidler / Iprem) | Eugenio Lazzarini (Morbidelli)     |                                 | Franco Uncini (Harley-Davidson)  | Mario Lega (Yamaha)                               | Giacomo Agostini (MV Agusta / Yamaha) |
| 1978           | Eugenio Lazzarini (Kreidler)     | Maurizio Massimiani (MBA)          |                                 | Paolo Pileri (Morbidelli)        | Gianfranco Bonera und Pierluigi Conforti (Yamaha) | Virginio Ferrari (Suzuki)             |
| 1979           | Claudio Lusuardi (Bultaco)       | Gianpaolo Marchetti (MBA)          |                                 | Walter Villa (Yamaha)            | Massimo Matteoni (Yamaha)                         | Carlo Perugini (Suzuki)               |
| 1980           | Claudio Lusuardi (Bultaco)       | Pier Paolo Bianchi (MBA)           |                                 | Gianpaolo Marchetti (MBA)        | Silvano Ricchetti (Yamaha)                        | Marco Lucchinelli (Suzuki)            |
| 1981           | Paolo Priori (Paolucci)          | Loris Reggiani (Minarelli)         |                                 | Paolo Ferretti (Yamaha)          | Attilio Riondato (Bimota)                         | Marco Lucchinelli (Suzuki)            |
| 1982           | keine Titel vergeben             | keine Titel vergeben               | keine Titel vergeben            | keine Titel vergeben             | keine Titel vergeben                              | keine Titel vergeben                  |
| 1983           | Claudio Lusuardi (Villa)         | Maurizio Vitali (MBA)              |                                 | Massimo Matteoni (Yamaha)        |                                                   | Leandro Becheroni (Suzuki)            |
| Jahr           | 80 cm³                           | 125 cm³                            |                                 | 250 cm³                          |                                                   | 500 cm³                               |
| 1984           | Salvatore Milano (Kreidler)      | Ezio Gianola (MBA)                 |                                 | Maurizio Vitali (MBA)            |                                                   | Lorenzo Ghiselli (Suzuki)             |
| 1985           | Bruno Casanova (Lusuardi)        | Ezio Gianola (Garelli)             |                                 | Fausto Ricci (Honda)             |                                                   | Franco Uncini (Suzuki)                |
| 1986           | Salvatore Milano (Krauser)       | Luca Cadalora (Garelli)            |                                 | Fausto Ricci (Honda)             |                                                   | Fabio Biliotti (Honda)                |
| 1987           | Salvatore Milano (Krauser)       | Ezio Gianola (Honda)               |                                 | Maurizio Vitali (Garelli)        |                                                   | Alessandro Valesi (Honda)             |
| 1988           | Giuseppe Ascareggi (BBFT)        | Emilio Cuppini (Garelli)           |                                 | Luca Cadalora (Yamaha)           |                                                   | Pierfrancesco Chili (Honda)           |
| 1989           | Roberto Sassone (Unimoto)        | Ezio Gianola (Honda)               |                                 | Luca Cadalora (Yamaha)           |                                                   | Pierfrancesco Chili (Honda)           |
| 1990           |                                  | Fausto Gresini (Honda)             |                                 | Luca Cadalora (Yamaha)           |                                                   |                                       |
| 1991           |                                  | Maurizio Vitali (Gazzaniga)        |                                 | Pierfrancesco Chili (Aprilia)    |                                                   |                                       |
| 1992           |                                  | Ezio Gianola (Honda)               |                                 | Marcellino Lucchi (Aprilia)      |                                                   |                                       |
| 1993           |                                  | Stefano Perugini (Aprilia)         |                                 | Marcellino Lucchi (Aprilia)      |                                                   |                                       |
| 1994           |                                  | Ivan Cremonini (Aprilia)           |                                 | Marcellino Lucchi (Aprilia)      |                                                   |                                       |
| 1995           |                                  | Valentino Rossi (Aprilia)          |                                 | Marcellino Lucchi (Aprilia)      |                                                   |                                       |
| 1996           |                                  | Igor Antonelli (Honda)             |                                 | Marcellino Lucchi (Aprilia)      |                                                   |                                       |
| 1997           |                                  | Marco Melandri (Honda)             |                                 | Marcellino Lucchi (Aprilia)      |                                                   |                                       |
| 1998           |                                  | Manuel Poggiali (Aprilia)          |                                 | Diego Giugovaz (Aprilia)         |                                                   |                                       |
| 1999           |                                  | Fabrizio De Marco (Aprilia)        |                                 | Ivan Clementi (Yamaha)           |                                                   |                                       |
| 2000           |                                  | Gaspare Caffiero (Aprilia)         |                                 | Riccardo Chiarello (Aprilia)     |                                                   |                                       |
| 2001           |                                  | Gioele Pellino (Honda)             |                                 | Valter Bartolini (Honda)         |                                                   |                                       |
| 2002           |                                  | Fabrizio Lai (Engines-Engineering) |                                 | Valter Bartolini (Honda)         |                                                   |                                       |
| 2003           |                                  | Fabrizio Lai (Malaguti)            |                                 |                                  |                                                   |                                       |
| 2004           |                                  | Alessio Aldrovandi (Honda)         |                                 |                                  |                                                   |                                       |
| 2005           |                                  | Simone Grotzkyj (Aprilia)          |                                 |                                  |                                                   |                                       |
| 2006           |                                  | Luca Verdini (Aprilia)             |                                 |                                  |                                                   |                                       |
| 2007           |                                  | Roberto Lacalendola (Aprilia)      |                                 |                                  |                                                   |                                       |
| 2008           |                                  | Lorenzo Savadori (Aprilia)         |                                 |                                  |                                                   |                                       |
| 2009           |                                  | Riccardo Moretti (Aprilia)         |                                 |                                  |                                                   |                                       |
| 2010           |                                  | Francesco Mauriello (Aprilia)      |                                 |                                  |                                                   |                                       |
| Jahr           |                                  | 125 cm³                            | Moto3                           | Moto2                            |                                                   |                                       |
| 2011           |                                  | Niccolò Antonelli (Aprilia)        | Armando Pontone (Honda)         | Alessandro Andreozzi (FTR)       |                                                   |                                       |
| 2012           |                                  | Lorenzo Dalla Porta (Aprilia)      | Kevin Calia (Honda)             | Ferruccio Lamborghini (Ten Kate) |                                                   |                                       |
| 2013           |                                  |                                    | Andrea Locatelli (Mahindra)     |                                  |                                                   |                                       |
| Jahr           | Pre Moto3 125 cm³                | Pre Moto3 250 cm³                  | Moto3                           | NSF 250                          |                                                   |                                       |
| 2014           | Tony Arbolino (Honda)            | Stefano Nepa (RMU)                 | Manuel Pagliani (Honda)         |                                  |                                                   |                                       |
| 2015           | Leonardo Taccini (RMU)           | Celestino Vietti Ramus (RMU)       | Marco Bezzecchi (Mahindra)      | Matteo Ghidini (Honda)           |                                                   |                                       |
| 2016           |                                  |                                    | Manuel Pagliani (GEO-Honda)     |                                  |                                                   |                                       |
| 2017           |                                  |                                    | Nicholas Spinelli (KTM)         |                                  |                                                   |                                       |
| 2018           |                                  |                                    | Kevin Zannoni (TM)              |                                  |                                                   |                                       |
| 2019           |                                  |                                    | Nicholas Spinelli (Honda)       |                                  |                                                   |                                       |
| 2020           |                                  |                                    | Kevin Zannoni (Honda)           |                                  |                                                   |                                       |
| 2021           |                                  |                                    | Elia Bartolini (KTM)            |                                  |                                                   |                                       |
| 2022           |                                  |                                    | Cesare Tiezzi (BeOn)            |                                  |                                                   |                                       |
| 2023           |                                  |                                    | Vicente Pérez (2WheelsPoliTo)   |                                  |                                                   |                                       |
| 2024           |                                  |                                    | Marcos Ruda (2WheelsPoliTo)     |                                  |                                                   |                                       |

### Sportproduktionsklassen
| Jahr | Superstock 600               | Superstock 1000                         | Supersport                      | Superbike                    |
| ---- | ---------------------------- | --------------------------------------- | ------------------------------- | ---------------------------- |
| 1988 |                              |                                         |                                 | Davide Tardozzi (Bimota)     |
| 1989 |                              |                                         |                                 | Baldassarre Monti (Ducati)   |
| 1990 |                              |                                         |                                 | Fabrizio Pirovano (Ducati)   |
| 1991 |                              |                                         |                                 | Fred Merkel (Honda)          |
| 1992 |                              |                                         | Gianluca Galasso (Bimota)       | Fabrizio Pirovano (Yamaha)   |
| 1993 |                              |                                         | Gianmaria Liverani (Honda)      | Fabrizio Pirovano (Yamaha)   |
| 1994 |                              |                                         | Gianmaria Liverani (Honda)      | Fabrizio Pirovano (Ducati)   |
| 1995 |                              |                                         | Camillo Mariottini (Ducati)     | Paolo Casoli (Yamaha)        |
| 1996 |                              |                                         | Mauro Lucchiari (Ducati)        | Paolo Casoli (Ducati)        |
| 1997 |                              |                                         | Paolo Casoli (Ducati)           | Serafino Foti (Ducati)       |
| 1998 |                              |                                         | Angelo Conti (Suzuki)           | Paolo Blora (Ducati)         |
| 1999 |                              |                                         | Norino Brignola (Bimota)        | Paolo Casoli (Ducati)        |
| 2000 |                              | Fabio Capriotti (Yamaha)                | Antonio Carlacci (Yamaha)       | Giovanni Bussei (Kawasaki)   |
| 2001 |                              | Roberto Antonello (Suzuki)              | Stefano Cruciani (Yamaha)       | Lucio Pedercini (Ducati)     |
| 2002 |                              | Alessandro Valia (Ducati)               | Camillo Mariottini (Yamaha)     | Lucio Pedercini (Ducati)     |
| 2003 |                              | Lorenzo Lanzi (Ducati)                  | Gianluca Nannelli (Yamaha)      | Mauro Sanchini (Kawasaki)    |
| 2004 |                              | Luca Conforti (Yamaha)                  | Cristiano Migliorati (Kawasaki) | Alessandro Gramigni (Yamaha) |
| 2005 |                              | Alessandro Polita (Suzuki)              | Simone Sanna (Honda)            | Norino Brignola (Ducati)     |
| 2006 |                              | Luca Scassa (MV Agusta)                 | Massimo Roccoli (Yamaha)        | Marco Borciani (Ducati)      |
| 2007 |                              | Michele Pirro (Yamaha)                  | Massimo Roccoli (Yamaha)        | Marco Borciani (Ducati)      |
| 2008 |                              | Michele Pirro (Yamaha)                  | Massimo Roccoli (Yamaha)        | Luca Scassa (MV Agusta)      |
| 2009 | Andrea Boscoscuro (Kawasaki) | Stefano Cruciani (Ducati)               | Michele Pirro (Yamaha)          | Norino Brignola (Ducati)     |
| 2010 | Fabio Massei (Yamaha)        | Ivan Goi (Aprilia)                      | Roberto Tamburini (Yamaha)      | Alessandro Polita (Ducati)   |
| 2011 | Dino Lombardi (Yamaha)       | Danilo Petrucci (Ducati)                | Ilario Dionisi (Honda)          | Matteo Baiocco (Ducati)      |
| 2012 | Riccardo Russo (Yamaha)      | Ivan Goi (Ducati)                       | Ilario Dionisi (Honda)          | Matteo Baiocco (Ducati)      |
| 2013 | Andrea Tucci (Honda)         |                                         | Stefano Cruciani (Kawasaki)     | Eddi La Marra (Ducati)       |
| 2014 |                              |                                         | Federico Caricasulo (Honda)     | Ivan Goi (Ducati)            |
| Jahr | CBR 600                      | Supersport 300                          | Supersport                      | Superbike                    |
| 2015 | Axel Bassani (Honda)         |                                         | Massimo Roccoli (MV Agusta)     | Michele Pirro (Ducati)       |
| 2016 |                              |                                         | Massimo Roccoli (MV Agusta)     | Davide Baiocco (Ducati)      |
| 2017 |                              | Luca Bernardi (Yamaha)                  | Davide Stirpe (MV Agusta)       | Michele Pirro (Ducati)       |
| 2018 |                              | Manuel Bastianelli (Kawasaki Ninja 400) | Massimo Roccoli (Yamaha)        | Michele Pirro (Ducati)       |
| 2019 |                              | Thomas Brianti (Kawasaki Ninja 400)     | Lorenzo Gabellini (Yamaha)      | Michele Pirro (Ducati)       |
| 2020 |                              | Manuel Bastianelli (Kawasaki Ninja 400) | Luca Bernardi (Yamaha)          | Lorenzo Savadori (Aprilia)   |
| 2021 |                              | Matteo Vannucci (Yamaha)                | Davide Stirpe (MV Agusta)       | Michele Pirro (Ducati)       |
| Jahr | Supersport SSNG              | Supersport 300                          | Supersport                      | Superbike                    |
| 2022 | Nicholas Spinelli (Ducati)   | Loenardo Carnevali (Kawasaki Ninja 400) | Marco Bussolotti (Yamaha)       | Michele Pirro (Ducati)       |
| 2023 |                              | Bruno Ieraci (Kawasaki Ninja 400)       | Simone Corsi (Yamaha)           | Lorenzo Zanetti (Ducati)     |
| 2024 |                              | Alfonso Coppola (Kawasaki Ninja 400)    | Davide Stirpe (Ducati)          | Michele Pirro (Ducati)       |

#### National Trophy
| Jahr | Superstock 600           | Open 600 Pirelli-Michelin-Cup | Supersport 600                     | Superstock 1000                  | Superstock 1000 Pirelli-Michelin-Cup | Open 1000                 |
| ---- | ------------------------ | ----------------------------- | ---------------------------------- | -------------------------------- | ------------------------------------ | ------------------------- |
| 2012 | Denis Dalpiaz (Yamaha)   | Matteo Antoni (Yamaha)        | Daniele Corradi (Kawasaki)         | Giacomo Cucci (BMW)              | Giacomo Cucci (BMW)                  | Andrea Digiannicola (BMW) |
| 2013 | Stefano Manieri (Yamaha) | Fabrizio Airoldi (Honda)      | Luca Del Canuto (Yamaha)           | Gianni Colazzo (Yamaha)          | Matteo Milanese (BMW)                | Letizia Marchetti (BMW)   |
| Jahr |                          |                               | Supersport 600                     | Superbike 1000                   |                                      |                           |
| 2014 |                          |                               | Luca Maurizio Salvadori (Kawasaki) | Fabio Marchionni (BMW)           |                                      |                           |
| 2015 |                          |                               | Massimiliano Spedale (Yamaha)      | Alessandro Valia (Ducati)        |                                      |                           |
| Jahr |                          | Moto2                         | Supersport 600                     | Superbike 1000                   |                                      |                           |
| 2016 |                          | Filippo Momesso (Honda)       | Marco De Luca (Yamaha)             | Alessio Velini (BMW)             |                                      |                           |
| 2017 |                          | Giacomo Luminari (Moretti)    | Michele Magnoni (Kawasaki)         | Remo Castellarin (BMW)           |                                      |                           |
| 2018 |                          | Yuri Noli (Moretti)           | Stefano Casalotti (Yamaha)         | Federico D'Annunzio (BMW)        |                                      |                           |
| 2019 |                          |                               | Michele Magnoni (Kawasaki)         | Eddi La Marra (Aprilia)          |                                      |                           |
| 2020 |                          |                               | Roberto Farinelli (Kawasaki)       | Agostino Santoro (Ducati)        |                                      |                           |
| 2021 |                          |                               | Matteo Ciprietti (Ducati)          | Roberto Tamburini (BMW)          |                                      |                           |
| 2022 |                          |                               | Roberto Farinelli (Kawasaki)       | Gabriele Giannini (BMW)          |                                      |                           |
| Jahr |                          |                               | Supersport 600                     | Superbike 1000                   | Supersport 600 Fast NT               | Superbike 1000 Fast NT    |
| 2023 |                          |                               | Roberto Farinelli (Kawasaki)       | Gabriele Giannini (BMW)          | Vincenzo Pellaccia (Yamaha)          | Fausto Mincione (Aprilia) |
| Jahr |                          |                               | Supersport 600                     | Superbike 1000                   | SportBike                            |                           |
| 2024 |                          |                               | Marco Marcheluzzo (Kawasaki)       | Luca Maurizio Salvadori (Ducati) | Christian Stringhetti (Yamaha)       |                           |

#### Weitere
| Jahr | Klasse / Fahrer / Hersteller                          | Klasse / Fahrer / Hersteller            |
| ---- | ----------------------------------------------------- | --------------------------------------- |
| 1978 | 750 Virginio Ferrari (Yamaha)                         |                                         |
| 1979 | 750 Leandro Becheroni (Yamaha)                        |                                         |
|      |                                                       |                                         |
| 1983 | TT 1 Filippo Suzzi (Kawasaki)                         |                                         |
|      |                                                       |                                         |
| 1985 | F1 Virginio Ferrari (Ducati / Cagiva)                 |                                         |
| 1986 | F1 Mauro Ricci (Suzuki)                               |                                         |
| 1987 | F1 Davide Tardozzi (Bimota)                           |                                         |
| 1987 | Trofeo FMI Superbike Sport Fabrizio Pirovano (Yamaha) |                                         |
| 1987 | Trofeo FMI Superbike Production Mauro Ricci (Honda)   |                                         |
|      |                                                       |                                         |
| 1990 | Open Pierfrancesco Chili (Cagiva)                     |                                         |
| 1991 | Open Marco Papa (Cagiva)                              |                                         |
| 1992 | Open Marco Papa (Cagiva)                              |                                         |
| 1993 | Open Marco Dall’Aglio (Yamaha)                        | Supermono Mauro Lucchiari (Ducati)      |
| 1994 | Open Mario Innamorati (Ducati)                        | Supermono Luca Pasini (Cagiva)          |
| 1995 |                                                       | Supermono Vittoriano Guareschi (Yamaha) |
|      |                                                       |                                         |
| 1997 | Open Franco Brugnara (Ducati)                         |                                         |

### Campionato Italiano 125/250 GP (Coppa Italia)
| Jahr | Meccanici                  | Sport Production             | 125 cm³                     | 250 cm³ (vor 2000)          | Total                       |
| ---- | -------------------------- | ---------------------------- | --------------------------- | --------------------------- | --------------------------- |
| 2011 | Luca Balestrazzi (Aprilia) | M. Bronzoni (Honda)          |                             | Giuseppe Michelotto (Honda) | Jarno Ronzoni (Aprilia)     |
| 2012 |                            | Andrea Negri (Aprilia)       |                             | Roger Heierli (Honda)       | Patrizio Binucci (Aprilia)  |
| 2013 |                            | Luigi D’Esposito (Honda)     | Roberto Marchetti (Aprilia) | Roger Heierli (Honda)       | Giacomo Lucchetti (Aprilia) |
| 2014 |                            | Michele Forcella (Honda)     | Lorenzo Tiveron (Aprilia)   | Giuseppe Michelotto (Honda) | Giacomo Lucchetti (Aprilia) |
| Jahr | Sport Production           | 125 cm³                      | 250 cm³                     | 250 cm³ (vor 2000)          | Total                       |
| 2015 | Lorenzo Linari (Honda)     | Andrea Bergamaschini (Honda) | Jarno Ronzoni (Aprilia)     | Roger Heierli (Honda)       | Jarno Ronzoni (Aprilia)     |
| Jahr | 125 cm³ Sport Production   | 125 cm³ GP                   | 250 cm³ Sport Production    | 250 cm³ GP                  | Total                       |
| 2016 | Daniele Scagnetti (Honda)  | Allessandro Pozzo (Yamaha)   | Lorenzo Linari (Honda)      | Roger Heierli (Honda)       | Roger Heierli (Honda)       |
| 2017 |                            | Andrea Bergamaschini (Honda) | Lorenzo Linari (Honda)      | Jarno Ronzoni (Aprilia)     | Jarno Ronzoni (Aprilia)     |
| 2018 |                            | Andrea Campaci (Honda)       |                             | Jarno Ronzoni (Aprilia)     | Jarno Ronzoni (Aprilia)     |